# Jacques Duboys-Fresney
Pour les articles homonymes, voir Duboys-Fresney.
Jacques Duboys Fresney est un homme politique français né le 17 mai 1873 à Château-Gontier, décédé le 17 juin 1956 à Château-Gontier. Il est maire d'Origné de 1907 à 1945, conseiller général de la Mayenne de 1907 à 1945, et député de la Mayenne à plusieurs reprises.

## Carrière

### Origine
Fils et petit-fils de sénateurs, il est propriétaire-agriculteur, conseiller municipal et maire d'Origné de 1907 à 1931.

### Carrière politique
À la mort de son père Étienne Albert Duboys Fresney, en 1907, il devient conseiller général du canton de Château-Gontier où il siège pendant 25 ans. Joseph Guédon, gendre du directeur de La Gazette de Château-Gontier devient alors son secrétaire particulier, jusqu'à son décès en 1923.
Il est appelé à prendre la succession de Georges de Villebois-Mareuil aux Élections législatives de 1914. La violence avec laquelle il fut alors combattu donna une signification très particulière au succès de sa candidature. Élu député , comme candidat d'alliance catholique; il est inscrit au Groupe des Indépendants.

### Première guerre mondiale
Mobilisé durant la Première Guerre mondiale, il obtient la croix de guerre. Il débute comme simple soldat, puis successivement comme attaché et adjoint à l’Intendance au 21e corps et au 12e corps en Italie tout en conservant son rôle de député. Il sut concilier ses devoirs de député avec sa vie de soldat en organisant un secrétariat social avec permanence au chef-lieu de sa clrconscription.
A la Chambre, il est membre de la Commission de Prévoyance sociale et des Postes et Télégraphes. Il fut, un des premiers, adhérents aux Groupes de la Défense paysanne, des Familles nombreuses et des Mutilés et Réformés de guerre. Comme Conseiller général, il a fait adopter un nombre considérable de vœux et des projets importants, en tête desquels figurent la construction d’un Frigorifique et la jonction de la Mayenne et de l'Orne par un canal navigable.

### Mutualisme et Education physique
Mutualiste convaincu, il préside la société L’Assistance mutuelle de Château-Gontier, ainsi que celle de quatre communes : Loigné, Saint-Sulpice, Houssay et Origné. Il se fait à l’Assemblée départmentale le champion de la Mutualité sous quelque forme qu'elle s’organise. Il préside pendant plusieurs années la Caisse de Crédit agricole départementale fondée par son père.
Propagateur de l’éducation physique, il s’attache à la création et au fonctionnement de sociétés et de fédérations sportives et d’éducation militaire, dont il assume la présidence. Il est à l'origine en 1906 de la société de gymnatique La Villebois-Mareuil.

### Député de la Mayenne
Réélu aux Élections législatives de 1919, il est dans le groupe de l'entente républicaine démocratique. Réélu en 1924 et 1928, il est au groupe de l'union républicaine démocratique. Dès 1919, il réclame la révision des Usages Ruraux. Il est un des fondateurs du stud-book du percheron mayennais.
Il échoue aux élections législatives en 1932 contre Guy Menant, mais retrouve son siège en 1936 contre Georges Hoog. Il est inscrit au groupe de la fédération républicaine de France. Il vote en 1940 les pouvoirs constituants au maréchal Pétain. Il est nommé en 1943 membre du Conseil départemental.
Après la Libération, il est déclaré inéligible après consultation du Comité départemental de libération de la Mayenne (alinéa c de l'article 18 de l'Ordonnance portant organisation des pouvoirs publics en France après la Libération). Il se retire de la politique.

## Sources
- Ressources relatives à la vie publique :   - base Léonore
  - Base Sycomore
- « Jacques Duboys-Fresney », dans le Dictionnaire des parlementaires français (1889-1940), sous la direction de Jean Jolly, PUF, 1960 [détail de l’édition]